# 반일망국론
반일망국론(일본어: 反日亡国論 한니치보코쿠론[*])은 일본 신좌파 사상으로, 1970년대에 오모리 가쓰히사가 주창했다.
오모리는 오타 류의 궁민혁명론과 아이누 혁명론 등의 영향을 받았고, 또한 우메나이 쓰네오의 수기 「공산주의자동맹 적군파에게서 일제타도를 뜻하는 모든 사람들에게」를 읽으면서 그 이론 형성의 계기를 마련했다.
"반일망국론"은 단순히 제국주의 전쟁에 반대하는 입장에서 자국의 패전과 혁명을 목표로 하는 혁명적 조국패배주의와는 다르다. 또한 메이지 이래 일본 제국주의의 악행을 비판하는 것에 그치지 않는다. 역사를 훨씬 거슬러올라가서 일본의 건국과 일본 민족의 역사 자체를 부정하고 그 멸종을 주장했다.
반일망국론에 따르면, 일본인은 자신이 압제자이며 범죄민족인 일제 본국인임을 자각하고 자기부정해나가지 않으면 안 된다. 일본은 속죄할 수 없는 범죄를 쌓아온 반혁명 국가이며, 추악한 수치의 국가이고 민족이기 때문에 일본을 "조국"이라고 생각하는 것 자체가 최대의 반혁명 사상이니, 적극적으로 민족국민의식을 버리고 자발적으로 비국민이 되라고 설교한다. 그리고 반일망국론을 적극적으로 수용해 반일투쟁의 투사가 되는 것으로써 압제자 범죄민족이라는 원죄에서 해방된다고 한다.

## 상세

### 마르크스주의 탈피
일찌기 카를 마르크스는 「공산당 선언」에서 "노동자에게는 조국이 없다," "만국의 노동자여 단결하라"라고 적었다. 하지만 반일망국론은 이런 노동자 국제연대를 주장하는 것이 아니라는 점에서 마르크스주의와도 단절된다. 우메나이의 수기는 "마르크스를 버리자"고 역설하면서 반일투쟁을 함에 있어 마르크스의 관념에 얽매이지 말아야 한다고 주장했다. 동아시아 반일무장전선에서는 "피식민 인민들은 일본의 프롤레타리아도 '적'으로 보고 있다는 이 엄연한 사실의 고통스러운 확인이야말로 반일사상의 원점이다"고 주장, "피식민 인민의 반일감정"이야말로 마르크스주의에 대한 대안기본원리라 했다.
블라디미르 레닌의 『제국주의론』에서는 제국주의란 자본주의의 최종단계로서, 고도로 발달한 자본주의 국가는 결국 대외침략성향을 띨 수 밖에 없다고 한다. 이에 따르면 일본의 침략성은 자본제 사회로의 전환이 너무 성공적이었던 것의 부작용이다. 이를 극복하기 위해 사회주의 혁명을 일으켜 천황제 등 제국주의 잔재를 제거하고 신생 일본인민공화국으로 거듭나면 일본의 침략성은 소멸한다는 것이 마르크스주의적 결론이다. 하지만 반일망국론은 여기에 동의하지 않는다. 반일망국론에서는 "억압민족의 노동계급"은 "억압민족의 자본계급"과 더불어 "피억압민족의 노동계급"을 함께 억압하는 가해자이며, 노동계급의 국제연대를 강조하는 것은 억압민족의 노동계급의 책임을 면피하는 것이라고 주장한다.
동아반일무장전선의 구로카와 요시마사의 표현에 따르면 그들의 지향은 "반일제"가 아니라 "반일"이며, 그들의 사상은 "혁명사상"과 구분되는 "반일사상"으로 범주화되어야 한다. 그는 이것을 기존의 혁명론에서 코페르니쿠스적 전환을 이룬 사상이라고 자평하였다.

### 「일본」 국호 부정
「일본」(日本)이라는 국호는 “해 뜨는 곳에 처한 천자의 나라”라는 의미로, 천황제와 불가분 관계에 있다. 중국의 중화사상을 수용한 일본판 중화사상일 뿐더러, 정작 그 원조인 중국을 “해 지는 곳에 처한 나라”라고 멸시하는 “울트라 오만 제국주의”를 구현한 것이 「일본」이라는 국호다. 이는 유라시아 대륙 동쪽에 붙은 호상열도의 지명으로서 가치중립적이지 못하다.

### 일본의 역사적 지위
일본 황실은 기마민족정복왕조설에 따라 대륙에서 도래한 세력에서 기원했다고 알려졌다. 즉 일본 전역이 침략으로 얻은 정복지인 것이다. 피정복민들은 곧 황실로 이어지는 “천손민족”과 동화되어 농경민족이 되었고, 동화를 거부한 일부 피정복민들이 부락민이 되었다. 중세 이후로도 남북으로 침략은 계속되어 메이지 시대에 아이누모시리와 류큐왕국을 침탈, 내지의 침략이 완료된 것이다. 즉 일본의 역사는 “침략과 착취의 역사”인 것이다. 이러한 “침략의 전통”이라는 썩은 근성이 있기에 일본이 아시아를 침탈하고 세계대전을 일으킨 것이다.
좌익 일각에서는 소위 「민중사관」이라고 하여 자유민권운동 따위 정치운동을 높이 평가하는 사람들이 있지만, 그 민중들 역시 「범죄국가 일본」의 구성원에 지나지 않고, 아이누와 류큐민족의 희생 위에 생활이 이루어지고 있다. 이러한 정치운동도 전면적으로 부정되어야 할 것이다. 예컨대 1918년 쌀 소동도 정당한 저항운동이 아니라, 식민지 인민들로부터 쌀을 수탈할 계기만 만들었을 뿐인 단순한 폭동에 불과하다.

### 일본 문화의 부정
반일망국론에서는 일본 문화에 자부심을 느끼는 것 자체가 죄악이고 반혁명이다. 그래서 헤이안쿄 천도를 한 간무 천황을 모시는 헤이안 신궁 방화사건을 높이 평가했다.

### 일본 노동운동의 부정
전후 고도경제성장에 따라 대다수 일본 국민이 “부르주아적” 생활을 누릴 수 있게 되었다. 이러한 재원은 “전세계 인민들로부터 착취한 재산”에 의해 이루어진 것이다. 따라서 “생활개선운동,” “임금인상운동”으로 대표되는 일본의 노동운동은 “강탈한 상품의 몫을 더 내놓으라”는 「약탈민족 일본인」의 빈곤한 욕망을 표현하는 것인 바, 반혁명이다.

### 해외 인권문제에 대한 불개입
1970년대 당시 일본 좌익 인사 가운데는 김대중 납치사건으로 남한 정부에게 구속된 김대중의 구명활동에 분주한 사람들이 있었다. 이것도 쓸데없는 짓이다. 일제본국인 주제에 외국(특히 아시아 열국)의 인권에 운운하는 것은 “일본은 민주주의가 좋은 나라다. 앞선 나라다”라는 「일본우월의식」의 표현이며, 제국주의적 침략활동에 다름없다.

## 일본타도전략
이하는 오타 류의 저술에서 제기된 내용이다.
베트남 전쟁으로 미국의 국력이 소모된 것을 모방하여 일본을 전쟁에 휘말리게 한다. 그 계기가 되는 나라는 한국(남한)이다. 우선 한국인의 배타적 민족주의를 부추겨 반일감정을 조성, 한국군의 쿠데타를 유발하여 한국의 「친일정권」을 타도하고 한국에 둥지를 튼 「친일파」를 숙청한다. 그리고 「반일군사정권」일 일본에 선전포고, 최소한 10만 명의 자위대원을 전사시킨다.
동시에 「류큐공화국」이 독립을 선언하고 일본과 미국에 선전포고, 한국과 함께 대일 침략전쟁에 참여한다. 그리고 「아이누 소비에트 공화국」도 독립을 선언, “북방영토 반환” 따위 아이누를 무시하는 주장을 전개하는 홋카이도 거주 화인 500만 명을 살육한다.
동남아시아에서도 반일감정을 부추기고, 일본적군의 네트워크를 이용해 아랍 국가에서 일본에 대한 원유 수출을 저지, ABCD 포위망 같은 「반일포위망」을 구축해 일본의 자멸을 재촉시킨다.
「일본멸망」이후 일본인은 남녀노소를 불문하고 재판에 부쳐진다. 대다수는 일제본국인이기 때문에 유죄로 사형에 처해진다. 민족의식・국민의식을 버리고 반일투쟁에 함께한 동지들(세계혁명낭인)만이 무죄다. 그러면 지구상에서 일본인은 소멸하게 된다.

## 같이 보기
- 아이누 혁명론
- 동아시아반일무장전선
- 일본혁명적공산주의자동맹 혁명적마르크스주의파
- 일본적군
- 일본의 신좌파
- 민중민주당 (2016년)
- 혁명적공산주의자동맹 전국위원회
- 연합적군